# Yuhui
Yuhui är ett stadsdistrikt i staden Bengbu i provinsen Anhui i östra Kina.
Distriktet är indelat i fem stadsdelsdistrikt, två köpingar, en socken och en administrativ enhet på sockennivå.
Stadsdelsdistrikt (jiedao):

- Chaoyang (朝阳街道)
- Daqing (大庆街道)
- Diaoyutai (钓鱼台街道)
- Weisi (纬四街道)
- Zhanggongshan (张公山街道)

Köpingar (zhen):

- Macheng (马城镇)
- Qinji (秦集镇)

Socknar (xiang):

- Changqing (长青乡)

Områden på sockennivå:

- Gaoxin Jishu Kaifaqu (ekonomisk utvecklingszon) (高新技术开发区)